# Charles A. Korbly
Charles Alexander Korbly (* 24. März 1871 in Madison, Indiana; † 26. Juli 1937 in Washington, D.C.) war ein US-amerikanischer Politiker. Zwischen 1909 und 1915 vertrat er den Bundesstaat Indiana im US-Repräsentantenhaus.

## Werdegang
Charles Korbly besuchte die öffentlichen Schulen seiner Heimat. Später wurde er Reporter und Herausgeber der Zeitung „Madison Herold“. Nach einem anschließenden Jurastudium und seiner im Jahr 1892 erfolgten Zulassung als Rechtsanwalt begann er in Madison in diesem Beruf zu arbeiten. 1895 verlegte er seinen Wohnsitz und seine Anwaltskanzlei nach Indianapolis. Gleichzeitig schlug er als Mitglied der Demokratischen Partei eine politische Laufbahn ein.
Bei den Kongresswahlen des Jahres 1908 wurde Korbly im siebten Wahlbezirk von Indiana in das US-Repräsentantenhaus in Washington gewählt, wo er am 4. März 1909 die Nachfolge von Jesse Overstreet antrat. Nach zwei Wiederwahlen konnte er bis zum 3. März 1915 drei Legislaturperioden im Kongress absolvieren. Zwischen 1911 und 1913 war er Vorsitzender des Eisenbahn- und Kanalausschusses. 1913 wurden der 16. und der 17. Verfassungszusatz verabschiedet. Im Jahr 1914 wurde Korbly nicht wiedergewählt.
Zwischen 1915 und 1917 war Korbly als Receiver General of Insolvent National Banks mit der Abwicklung zahlungsunfähiger Banken befasst. Im Jahr 1918 war er während des Ersten Weltkrieges juristischer Berater der Behörde zur Verwaltung von feindlichem Eigentum (Alien Property Custodian). Außerdem gehörte er dem Ausschuss zur Ermittlung des kriegsbedingten Arbeitsbedarfs (National War Labor Board) an. Später arbeitete er als Anwalt in der Bundeshauptstadt. Außerdem befasste er sich mit literarischen Angelegenheiten. Charles Korbly starb am 26. Juli 1937 in Washington.